# 朝風 (初代神風型駆逐艦)
|          |                                                                                  |
| 艦歴     |                                                                                  |
| 計画     | 明治37年度臨時軍事費                                                             |
| 起工     | 1904年12月30日                                                                   |
| 進水     | 1905年10月28日                                                                   |
| 就役     | 1906年2月24日                                                                    |
| その後   | 1912年8月28日三等駆逐艦 1924年12月1日掃海艇編入 1928年7月6日廃駆逐艦第15号と仮称 |
| 除籍     | 1928年4月1日                                                                     |
| 廃船     | 1929年1月31日                                                                    |
| 処分     | 1929年8月1日撃沈処分                                                             |
| 性能諸元 |                                                                                  |
| 排水量   | 常備：381t 満載：450t                                                            |
| 全長     | 69.2メートル                                                                     |
| 全幅     | 6.6メートル                                                                      |
| 吃水     | 1.8メートル                                                                      |
| 機関     | レシプロエンジン2基2軸、6,000hp                                                  |
| 最大速力 | 29ノット                                                                         |
| 航続距離 | 11ノット/850カイリ                                                               |
| 乗員     | 70人                                                                             |
| 兵装     | 80mm（40口径）単装砲 2門 80mm（28口径）単装砲 4門 450mm魚雷発射管 2門            |

朝風（あさかぜ）は、大日本帝国海軍の駆逐艦で、神風型駆逐艦 (初代)の8番艦である。同名艦に神風型駆逐艦 (2代)の「朝風」があるため、こちらは「朝風 (初代)」や「朝風I」などと表記される。

## 艦歴
1904年（明治37年）12月30日、川崎造船所で起工。1905年（明治38年）2月15日、命名（製造番号第8号）。同年10月28日、進水。同年11月28日、駆逐艦に類別。1906年（明治39年）4月1日、竣工。
第一次世界大戦では、青島の戦いに参加。シベリア出兵時には沿海州の沿岸警備を行った。
1924年（大正13年）12月1日、掃海艇に編入。1928年（昭和3年）4月1日、除籍。同年7月6日、廃駆逐艦第15号と仮称。1929年（昭和4年）1月31日、廃船。同年8月1日、湯谷湾外で榛名・比叡の実弾射撃標的として撃沈処分。

## 艦長
※『日本海軍史』第9巻・第10巻の「将官履歴」及び『官報』に基づく。
駆逐艦長
- （兼）鈴木氏正 少佐：1906年3月6日 - 5月10日
- （兼）三上兵吉 中佐：1906年5月10日 - 9月13日
- （兼）田中吉太郎 大尉：1906年9月13日 - 12月20日
- 玉岡吉郎 大尉：1906年12月20日 - 1907年10月15日
- 関干城 大尉：1907年10月15日 - 11月22日
- 武富咸一 大尉：1907年11月22日 - 1908年11月26日
- 江口金馬 大尉：1908年11月26日 - 1909年2月1日
- 児玉兼三郎 大尉：1909年2月1日 - 12月1日
- （兼）木岡英男 大尉：1909年12月1日 - 1910年1月15日
- 荷村信夫 大尉：1910年1月15日 - 2月3日
- （兼）木岡英男 大尉：1910年2月3日 - 12月1日
- 影浦喜次郎 大尉：1910年12月1日 - 1911年4月17日
- （兼）岡田政次郎 少佐：1911年4月17日 - 5月22日
- 賀川五助 大尉：1911年5月22日 - 1912年5月22日
- 柘植道二 大尉：1912年5月22日 - 12月1日
- 倉島巽 大尉：1912年12月1日 - 1913年12月1日
- 柴山司馬 大尉：1913年12月1日 - 1914年12月1日
- 梅鉢義三 大尉：不詳 - 1915年12月13日
- 大久保義雄 大尉：1915年12月13日 - 1918年9月10日[9]
- 小島謙太郎 大尉：1918年9月10日 - 1918年12月1日
- 有馬直 大尉：1918年12月1日[10] - 1919年9月8日[11]
- 岩原盛恵 大尉：1919年9月8日[11] - 1922年2月1日[12]
- （兼）日台虎治 大尉：1922年2月1日 - 1922年7月20日[13]
- 太原進 大尉：1922年7月20日 - 1924年7月1日
- 前田芳雄 大尉：1924年7月1日[14] - 12月1日

掃海艇長
- 前田芳雄 大尉：1924年12月1日[15] - 1925年4月20日[16]
- 木村一郎 大尉：1925年4月20日[16] - 1925年10月15日[17]
- （兼）床井春吉 大尉：1925年10月15日[17] - 1925年12月1日[18]
- 服部勝二 大尉：1925年12月1日 - 1926年12月1日